# Vincent Merling
Vincent Merling, né le 14 mai 1950 à La Rochelle, est un entrepreneur et homme d'affaires français ainsi qu'un ancien joueur et dirigeant de rugby à XV. Depuis le 5 juillet 1991, il est le président du Stade rochelais.

## Biographie

### Jeunesse
Vincent Merling n'a jamais vraiment quitté La Rochelle, sa ville natale, à l'exception de trois années passées à Bordeaux dans la seconde moitié des années 70.
En 1967, il arrive à 17 ans au sein de l'équipe junior du Stade rochelais. Il joue au poste de troisième ligne aile. Il n'a jamais rien gagné en tant que joueur mais il a disputé plusieurs seizièmes de finale du championnat de France en 1971, 1972, et 1973, tous perdus par le Stade rochelais. La création de son entreprise à la fin des années 70, lui prenant toujours plus de temps, ne lui permet plus de jouer.

### Entrepreneur
En 1979, Vincent Merling, alors commercial chez Rank Xerox décide de créer sa société de torréfaction, Cafés Merling, avec pour objectif de coupler la vente de café à une offre de service avec la fourniture des percolateurs et leur maintenance.
Au début des années 1990, l'entreprise se développe en proposant la mise en place de machines à café automatiques dans les entreprises. En 2014, cette activité représente 80 % du chiffre d'affaires de l'entreprise.
En 2015, le mensuel économique Capital le classe en août 2015 parmi Les 30 entrepreneurs qui font bouger l’économie sur la côte Atlantique.
En 2019, il cède la direction du groupe Merling à ses enfants. Nicolas Merling prend la présidence tandis que Amandine et Martin deviennent directeurs généraux.

### Président du Stade rochelais
Tour à tour éducateur de l’école de rugby, puis dirigeant du Stade rochelais. En 1991, le club est en grande difficulté financière en raison d’une mauvaise gestion de l’équipe précédente. Vincent Merling, entouré de jeunes dirigeants, décide de se présenter à la présidence et il met en place un plan de restructuration financière pour éponger les dettes (1,2 million de francs).
Le 5 juillet 1991, il devient, à 41 ans, président du Stade rochelais, avec Arnaud Élissalde, joueur puis entraîneur du Stade rochelais entre 1947 et 1971, et Jean-Paul Hardouineau, à la vice-présidence.
Lors de sa première saison à la tête du club, le Stade rochelais descend en deuxième division du championnat de France. Il faut alors attendre 1997 pour que le club retrouve l'élite du championnat français. Le club reste dans le ventre mou du championnat de 1997 à 2002.
Il est membre du comité directeur de la Ligue nationale de rugby une première fois de sa création, en 1998, à 2005 en tant que représentant des clubs de Top 14.
En 2002, le club descend de nouveau en 2e division. Il reste dans le ventre mou de la Pro D2 jusqu'en 2006. Il échoue ensuite plusieurs fois de se qualifier en Top 14 en phase finale : défaite en finale en 2007, défaite en demi-finale en 2008 et en 2009. Le club remporte finalement la finale d'accession en Top 14 en 2010.
Il est de nouveau membre du comité directeur de la Ligue nationale de rugby de 2008 à 2010 en tant que représentant des clubs de Pro D2. En 2010, il doit laisser son fauteuil de représentant des clubs de Pro D2 en raison de la montée du Stade rochelais en Top 14.
D'octobre 2010 à novembre 2011, il est secrétaire de l'Union des clubs professionnels de rugby, syndicat regroupant les clubs professionnels de Top 14 et de Pro D2.
Lors de la saison 2010-2011, le Stade rochelais ne parvient pas à se maintenir en première division. En 2012 et en 2013, le club perd en demi-finale d'accession, et parvient finalement à remonter en Top 14 la saison suivante.
Lors de la saison 2016-2017, le Stade rochelais réalise une excellente saison et termine à la première place du Top 14, mais ne parvient pas à s'imposer en demi-finale face au RC Toulon au Stade Vélodrome de Marseille.
En 2017, à la suite du conflit entre la Ligue nationale de rugby et la Fédération française de rugby, il est désigné par la LNR dans la commission de rapprochement et de dialogue avec la FFR qui a pour objectif de trouver une sortie de crise. Il est accompagné par cinq autres présidents : Mourad Boudjellal (Toulon), Jean-René Bouscatel (Toulouse), Éric de Cromières (Clermont), Pierre-Yves Revol (Castres) et Alain Tingaud (Agen). En juin, la FFR et la LNR trouvent un accord sur la mise à disposition des internationaux pour la saison suivante, une question qui empoisonnait leurs relations depuis plusieurs mois.
De son arrivée, en 1991, à aujourd'hui, il n'a connu que cinq entraîneurs en chef du Stade rochelais : Jean-Pierre Élissalde, Serge Milhas, Patrice Collazo, Jono Gibbes et Ronan O'Gara depuis 2021.
En février 2021, il annonce officiellement sa candidature pour la présidence de la Ligue nationale de rugby, dont l'élection est prévue le 23 mars. Il n'est pas élu au sein du collége des représentants des clubs du Top 14. René Bouscatel est alors élu président avec 100 % des voix du comité directeur.

## Distinctions
- 2020 :  Chevalier de la Légion d'honneur[13]